# Općina Vraneštica
Općina Vraneštica (makedonski: Општина Вранештица) je bivša općina Makedonije koja se prostirala na zapadu Makedonije. 
Upravno sjedište ove općine je selo Vraneštica.

## Zemljopisne osobine
Općina Vraneštica prostire se u srednjem toku rijeke Treske, u planinskom kraju između planina; Baba (na jugu) i Konjanik (na sjeveru). 
Općina Vraneštica graniči s općinom Oslomej na sjeveru, s općinom Makedonski Brod na istoku, s općinom Demir Plasnica na jugoistoku, s općinom Drugovo na jugu, s općinom Kičevo na zapadu.
Ukupna površina Općine Vraneštica  je 109,13 km².

## Stanovništvo
Općina Vraneštica  ima 1 322 stanovnika. Po popisu stanovnika iz 2002. nacionalni sastav stanovnika u općini bio je sljedeći; .
- Općina ima makedonske muslimane koji su se izjašnjavali kao Turci, iz raznih političkih razloga.

## Naselja u Općini Vraneštica
Ukupni broj naselja u općini je 15, i sva imaju status sela.

## Pogledajte i ovo
- Sjeverna Makedonija
- Općine Sjeverne Makedonije

## Vanjske poveznice
- Općina Vraneštica na stranicama Discover Macedonia